# Korteweg-de Vriesova jednadžba
U fizici i matematici, Korteweg-de Vriesova (KdV) jednadžba opisuje valove na površini plitke vode. Ona je nelinearna parcijalna diferencijalna jednadžba, no ima posebno svojstvo integrabilnosti, odnosno njena rješenja se mogu točno i eksplicitno zapisati, te uz to posjeduje beskonačan broj očuvanih veličina. Poznata je po rješenjima koja imaju oblik solitarnih valova te služi kao model solitona. KdV jednadžbu je moguće riješiti putem inverzne transformacije raspršenja. Jednadžbu je prvi otkrio Boussinesq (1877), te su je neovisno ponovno otkrili Korteweg i de Vries (1895).

## Definicija
KdV jednadžba je u slučaju valova na površini plitke vode dubine {\displaystyle h} i gustoće {\displaystyle \rho } (uz zanemarenu površinsku napetost {\displaystyle \gamma }) dana kao 
{\displaystyle \eta _{t}+c_{0}{\Bigg (}\eta _{x}+{\frac {3}{2h}}\eta \eta _{x}+{\frac {h^{2}}{6}}\eta _{xxx}{\Bigg )}=0,}
gdje je {\displaystyle \eta } deformacija površine, a {\displaystyle c_{0}={\sqrt {gh}}} je fazna brzina linearnih valova na površini vode, a {\displaystyle g} je gravitacijsko ubrzanje Zemlje. KdV jednadžba se često u matematičkom kontekstu piše u bezdimenzionalnom obliku s izmjenjenim predznakom nelinearnosti
{\displaystyle \phi _{t}-6\phi \phi _{x}+\phi _{xxx}=0,}
gdje u obje jednadžbe {\displaystyle \eta _{x}}(tj. {\displaystyle \phi _{x}}) označava parcijalnu derivaciju po {\displaystyle x}, a {\displaystyle \eta _{t}}(tj. {\displaystyle \phi _{t}}) parcijalnu derivaciju u vremenu.
Ukoliko ne zanemarimo površinsku napetost, tada se jedino predfaktor zadnjeg člana jednadžbe mijenja (tzv. disperzijski član), i poprima oblik
{\displaystyle \eta _{t}+c_{0}{\Bigg (}\eta _{x}+{\frac {3}{2h}}\eta \eta _{x}+{\frac {h^{2}}{2}}\left({\frac {1}{3}}-\mathrm {Bo} \right)\eta _{xxx}{\Bigg )}=0,}
gdje {\displaystyle \mathrm {Bo} } označava Bondov broj, {\displaystyle \mathrm {Bo} ={\frac {\gamma }{\rho gh}}}, koji mjeri odnos između kapilarne sile i sile teže. Iz toga odmah vidimo da za velike dubine, kada gravitacija postaje dominatni faktor, Bondov broj postaje zanemariv te ponovno dobivamo prvu jednadžbu. Također, bitno je primijetiti da kada povšrinska napetost nije zanemariva, predznak disperzivnog člana može biti i pozitivan i negativan, ovisno o dubini, što posljedično mijenja predznak rješenja jednadžbe.

## Solitonska rješenja

### Rješenje s jednim solitonom
Korteweg-de Vries jednadžba poprima tzv. solitonska rješenja. U vrlo općenitom smislu, solitoni su valovi u obliku pulsa u nelinearnim i disperzivnim medijima, koji putuju bez promijene oblika. Kako bismo pronašli takav val u KdV jednadžbi, tražiti ćemo rješenja oblika {\displaystyle f(x-ct)=f(\xi )}, odnosno rješenja koja uvijek imaju istu formu u vlastitom referentnom sustavu koji se giba brzinom {\displaystyle c}.
Umetanjem ovakog oblika u bezdimenzionalnu KdV  jedndžbu dobivamo
{\displaystyle -c{\operatorname {d} \!f \over \operatorname {d} \!\xi }+{\operatorname {d} ^{3}\!f \over \operatorname {d} \!\xi ^{3}}-6f{\operatorname {d} \!f \over \operatorname {d} \!\xi }=0,}
što sada možemo integrirati s obzirom na varijablu {\displaystyle \xi } te dobivamo
{\displaystyle {\operatorname {d} ^{2}\!f \over \operatorname {d} \!\xi ^{2}}-cf-3f^{2}=A,}
gdje smo zamijenili mjesta prvog i drugog člana, te dobili integracijsku konstantu {\displaystyle A}. Ako nakratko interpretiramo {\displaystyle \xi } kao vrijeme, tada vidimo da je prvi član analogan kinetičkoj energiji točkaste čestice, druga dva člana odgovaraju potencijalu u kojem se ta čestica giba te konačno {\displaystyle A} odgovara ukupnoj energiji, koja je konstatna. To znači da promatramo gibanje čestice u potencijalu
{\displaystyle V(f)=-\left(f^{3}+{\frac {1}{2}}cf^{2}+Af\right).}
Tražiti ćemo valni oblik takav da {\displaystyle f} i {\displaystyle \operatorname {d} \!f/\operatorname {d} \!x} teže prema {\displaystyle 0} kada {\displaystyle \xi \rightarrow \pm \infty }, što odgovara valnom paketu. To implicira da je {\displaystyle A=0}. Također, iz istog razloga moramo uzeti i {\displaystyle c>0}, što znači da će se soliton gibati brže od {\displaystyle c_{0}} u laboratorijskom sustavu.
Integrirajući gibanje čestice u ovom potencijalu, pronalazimo oblik solitona
{\displaystyle \phi (x,t)=-{\frac {c}{2}}\mathrm {sech} ^{2}\left({\frac {\sqrt {c}}{2}}(x-ct)\right),}
odakle možemo odmah vidjeti da je amplitda vala proporcionalno povezana s brzinom, što znači da što je val višlji, to je brži. Isto tako, širina vala je obrnuto proporcionalna brzini, odnosno što je val višlji to je uži

### N-solitonska rješenja
Rješenje KdV jednadžbe može sadžavati proizvoljno visok broj solitona, no ona nisu lako dostupna kao gore prikazano rješenje za samo jedan soliton. Za općenita rješenja, s proizvoljnim početnim uvjetima najčešće je potrebno koristiti metode inverzne transformacije raspršenja, koja su matematički sofisticiranija. No, za N-solitonska rješenja, odnosno rješenja koje sadrže samo N solitona, postoji eksplicitni oblik rješenja
{\displaystyle \phi (x,t)=-2\partial _{xx}\ln F_{N}(\eta _{1},\eta _{2},\ldots ,\eta _{N}),}
gdje je
{\displaystyle F_{N}=\sum _{\nu _{1}=0}^{1}\sum _{\nu _{2}=0}^{1}\ldots \sum _{\nu _{N}=0}^{1}\exp \left[\sum _{j=1}^{N}\nu _{j}\eta _{j}+{\frac {1}{2}}\sum _{i=1}^{N}\sum _{j=1}^{N}\nu _{i}A_{ij}\nu _{j}\right],}
s dinamičkim fazama (koje sadrže i konstantne faze {\displaystyle \varphi _{j}} ovisne o početnim uvjetima)
{\displaystyle \eta _{j}=k_{j}x-k_{j}^{3}t+\varphi _{j},1\leq j\leq N,}
i matricom
{\displaystyle A_{ij}=\ln \left({\frac {k_{i}-k_{j}}{k_{i}+k_{j}}}\right)^{2},}
gdje su {\displaystyle k_{i}} valni brojevi pojedinačnih solitona, povezani s amplitudom solitona na način {\displaystyle \phi _{0i}=-2k_{i}^{2}}. Ovakav oblik pruža način za određivanje rješenja s proizvoljnim brojem solitona, kao što je prikazano na slikama gore.